# Parc des Mées
Le parc des Mées est un parc urbain aménagé de plus de 40 hectares, situé sur la rive droite de la Loire à la Chaussée-Saint-Victor, dans l’est de Blois, dans le Loir-et-Cher. Inauguré le 2 juillet 2004, l’espace est géré par Agglopolys, la communauté d’agglomération de Blois.
Le parc est le 2e plus grand espace vert aménagé de l'agglomération de Blois, après le presque aussi grand parc de l'Arrou (44 ha).

## Situation
Le parc des Mées s’étend du haut de la vallée de la Loire blésoise, à la Chaussée-Saint-Victor, jusqu’aux berges du fleuve, et entre de la voie rapide de Blois et le cimetière de la Chaussée-Saint-Victor.

## Description
Le nom du parc provient du petit ruisseau des Mées qui le traverse avant de se jeter dans la Loire.
Le parc peut être divisé en différentes zones, reliées entre elles par des sentiers de promenade :
- la plaine (au sud), où se trouvent les principaux accès et activités (ex.: parking, terrains multisports, jeux pour enfants, pataugeoire, etc.) ;
- la zone humide (au centre), irriguée par un étang et la rivière des Mées ;
- la forêt (au nord), sur le coteau de la vallée, offrant des passages abrupts et des falaises de calcaire ;
- les champs (à l’est),
- le centre équestre, à l’ouest[3].